# Кулели
Кулели (на турски: Kuleli) е село в Източна Тракия, Турция, Вилает Лозенград. Околия Бабаески.

## География
Селото се намира на 16 км северозападно от Бабаески.

## История
В XIX век Кулели е българско село в Бабаескийска кааза на Одринския вилает на Османската империя. Според „Етнография на вилаетите Адрианопол, Монастир и Салоника“, издадена в Константинопол в 1878 година и отразяваща статистиката на населението от 1873 година, Кулели (Koulely) има 20 домакинства и 96 българи.
Според статистиката на професор Любомир Милетич в 1913 година в Кулели живеят 40 гръцки семейства.